# Chicomurex laciniatus
Chicomurex laciniatus är en snäckart som först beskrevs av G. B. Sowerby II 1841.  Chicomurex laciniatus ingår i släktet Chicomurex och familjen purpursnäckor. Inga underarter finns listade i Catalogue of Life.

## Bildgalleri

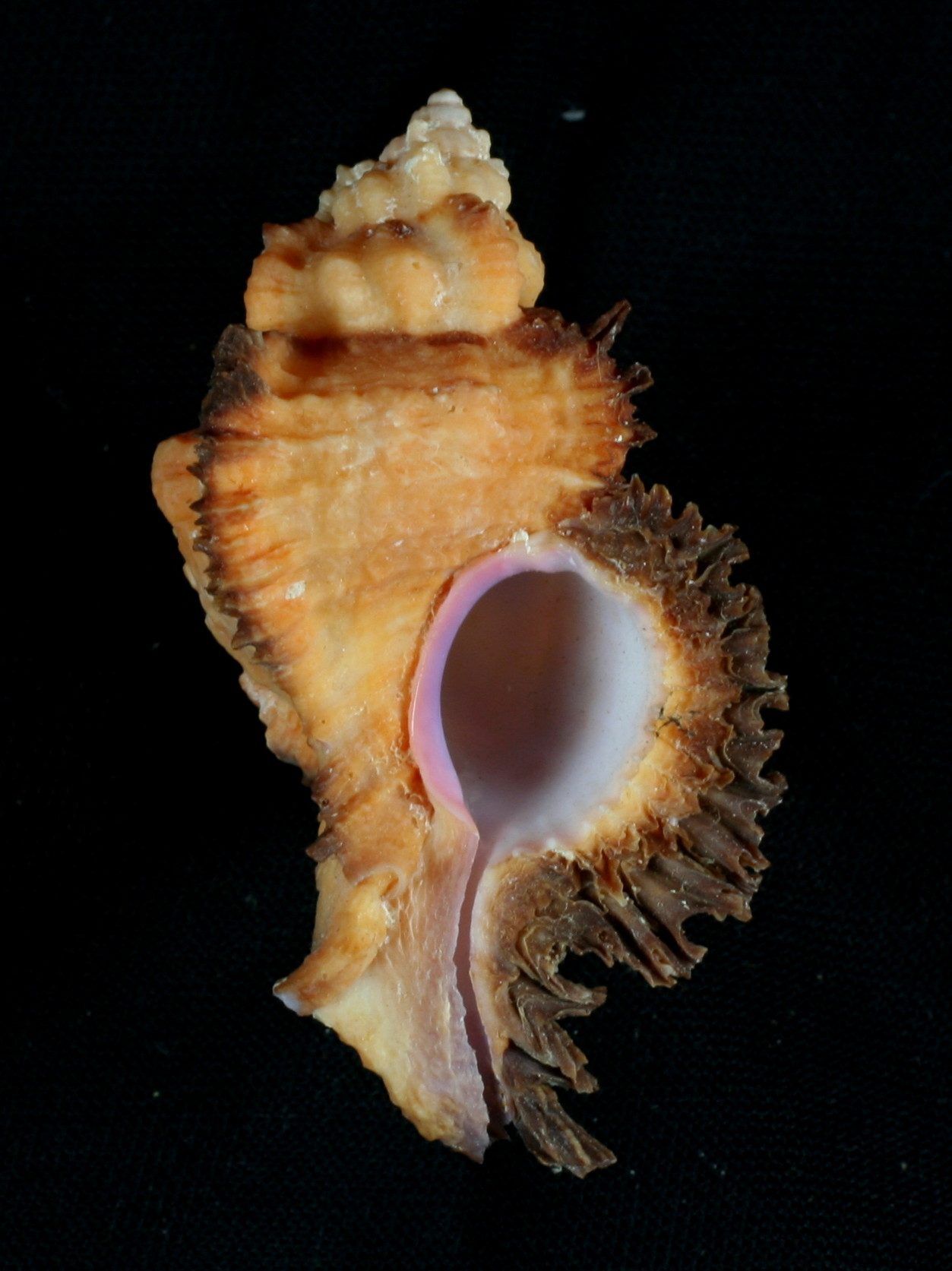